# 3e Régiment étranger d'infanterie
Il 3º Reggimento di fanteria straniera  (in francese: 3e Régiment étranger d'infanterie), è il Reggimento più decorato della Legione straniera francese dell'esercito francese. Fu creato nel 1920 ed è l'erede del Reggimento di marcia della Legione straniera (RMLE). Unità di fanteria delle Forze armate della Guyana (FAG), è di stanza nel distretto del “Comandante Forget”, a Kourou in Guyana, dopo aver lasciato Diego-Suarez in Madagascar nel 1973. Composto sia da legionari che da elementi dell'esercito regolare francese, è specializzato nel combattimento nella foresta equatoriale. La sua missione principale è quella di monitorare il Centro spaziale della Guyana durante i lanci di razzi (missione TITAN), dove viene stanziato per proteggere il sito.
Il Reggimento svolge inoltre un ruolo fondamentale nel mantenimento della sovranità francese durante le missioni di presenza al confine con il Brasile e durante le operazioni volte allo smantellamento dei siti clandestini di estrazione dell'oro (missione HARPIE).

## Storia
Creato nel 1915 con il nome di Reggimento di Marcia della Legione straniera (RMLE), il Reggimento si distinse notevolmente durante la prima guerra mondiale, in particolare a Belloy-en-Santerre nel 1916 e durante lo sfondamento della linea Hindenburg nel 1918. La data del 14 settembre 1918, che segna la liberazione della Francia, è celebrata come festa del Reggimento. Dopo gli impegni in Marocco e Tunisia, rinacque nel 1961 in Martinica con il nome di 3° Reggimento di fanteria straniera. L'eredità del Reggimento comprende imprese durante la seconda guerra mondiale, la guerra d'Indocina e la guerra d'Algeria.
Fin dal suo arrivo a Kourou, il 3º Reggimento di fanteria straniera ha partecipato attivamente allo sviluppo della regione. Coinvolto nei lavori infrastrutturali e di sviluppo, il Reggimento è appoggiato con la sua opera anche il settore spaziale, lavorando sul sito di Kourou. Nel 1986, il Centro addestramento nella foresta equatoriale (CEFE) rafforzò le capacità di addestramento del Reggimento, che continua a svolgere il suo ruolo operativo in Guyana, con un impegno significativo, seppur contando tragiche perdite nel corso degli anni.

### Compiti istituzionali
Il 3º Reggimento di fanteria straniera è in posizione operativa permanente  e può essere impiegato nel subcontinente sudamericano, come nel settembre 2017, durante l'assistenza alle vittime dell'uragano Irma a Saint-Martin. Con oltre cinquant'anni di esperienza in ambienti equatoriali, il Reggimento è diventato esperto in tecniche e azioni nella giungla. Ha partecipato anche a missioni internazionali e i suoi compiti istituzionali sono:.
- Protezione esterna del Centro spaziale della Guyana che lancia i razzi Ariane;
- Garanzia della sovranità della Francia sulla Guyana:
- Sorveglianza delle frontiere brasiliane;
- Missione di presenza in zone difficili, in particolare nella foresta equatoriale;
- Lotta all'immigrazione illegale e all'estrazione dell'oro;
- Missioni di intervento nella zona Antille-Guyana o sul continente

### Struttura
Il 3º Reggimento di fanteria straniera è composto da circa 600 uomini, di cui 280 legionari permanenti, mentre gli altri sono elementi a rotazione provenienti dall'esercito regolare francese comandati in missioni di breve durata di circa 4 mesi sul territorio.
Si compone di:
- una Compagnia Comando e Logistica, composta principalmente da legionari permanenti, riunisce tutti i servizi necessari al comando del Reggimento (trasmissioni, infermieri, sezione trasporti, manutenzione). Gestisce il gruppo di trasporto marittimo e fluviale per i viaggi nelle zone costiere e sulle rotte interne, le postazioni di Saint-Georges de l'Oyapock e di Camopi. Dispone inoltre del Centro addestramento nella foresta equatoriale, che addestra unità in missioni di breve durata, di promozioni provenienti dalla Scuola militare speciale di Saint-Cyr e di un certo numero di truppe straniere al combattimento nella foresta. Il suo personale è composto interamente da istruttori di tecniche di commando e, per la maggior parte, ha completato corsi di formazione in centri di addestramento nella giungla in Brasile, Belize, Ecuador o Colombia;
- la 2ª  Compagnia di Combattimento composta da una sezione comando, una sezione di supporto (mortai LLR da 81 mm e missili anticarro Milan) e 3 sezioni da combattimento. Questa unità altamente specializzata effettua pattugliamenti in canoa e a piedi, congiuntamente alla Gendarmeria sui confini[1];
- la 3ª  Compagnia di Combattimento fu ricostituita il 28 luglio 2010 dopo 13 anni di inattività. La sua organizzazione e le sue missioni sono identiche a quelle della seconda Compagnia;
- la Compagnia di Supporto è costituita da una sezione comando e da due sezioni equipaggiate con missili "MBDA Mistral" (missili terra-aria a cortissimo raggio). È responsabile della difesa dello spazio aereo del Centro spaziale della Guyana[1];
- la 4ª Compagnia di Combattimento.

### Materiali
- VLTT P4 o veicolo leggero
- BV 206 (veicolo cingolato)
- VAB o veicoli blindato)
- Mortai da 81mm
- PVP (piccolo veicolo protetto)
- Cannoni da 20 mm
- Missili anticarro MILAN
- Sistema di armi MBDA Mistral
- Radar NC1 detto MARTHA
- Fucile a ripetizione calibro 12,7 mm PGM modello F1 per cecchini.
- apparecchiature di comunicazione satellitari, VHF e HF[1].